# Transactions of the American Neurological Association
Transactions of the American Neurological Association – amerykańskie czasopismo neurologiczne, wydawane w latach 1875–1981 przez American Neurological Association.